# Південний захід
Південний захід (Пд-Зх, SW від англ. Southwest) — проміжний напрямок між сторонами світу Південь і Захід. Окремий напрям на компасі, азимутальний кут 225°.
Найближчі напрямки, що відхиляються від напрямку SW на 22,5°: південь-південний захід (SSW), захід-південний захід (WSW).

## Сприйняття в різних мовах
В українській мові як і в багатьох інших мовах відсутнє окреме слово для поняття південного заходу. Проте в деяких мовах є спеціальні слова для подібних проміжних напрямків. Зокрема в кельтських та угро-фінських є окреме слово для позначення південного заходу.
| Мова       | Пд-Зх   | Пд    | Зх     |
| ---------- | ------- | ----- | ------ |
| бретонська | Mervent | Su    | Kornôg |
| естонська  | Edel    | Lõuna | Lääs   |
| фінська    | Lounas  | Etelä | Länsi  |